# Патрик (фильм, 2018)
«Патрик» (англ. Patrick) — семейный фильм-комедия режиссёра Мэнди Флетчера, производство Великобритании. В главной роли Битти Эдмондсон. Выход в широкий прокат в России — 11 октября 2018 года.

## Сюжет
Жизнь учительницы Сары меняется после того, как её бабушка завещала ей мопса по имени Патрик. Сара недавно переехала в квартиру,  в которой нельзя проживать вместе с домашними питомцами.
Сара знакомится с двумя потенциальными любовными интересами — ветеринаром Оливером и Беном, отцом её ученицы.

## В главных ролях
- Битти Эдмондсон[англ.] — Сара Френсис
- Эд Скрейн — Оливер[1]
- Эмили Этэк — Бекки
- Эдриан Скарборо — Мистер Питерс
- Шери Лунги — Розмари
- Миланка Брукс — Сюзанна
- Том Беннетт — Бен
- Дженнифер Сондерс — Морин

## Критика
На сайте Rotten Tomatoes фильм имеет рейтинг 38 % на основе 13 рецензий со средним баллом 4,3 из 10.
Критик Variety Кортни Хауард назвала фильм милым, написав, что сценарий избегает жанровых клише фильмов этого жанра.
Критик Guardian Питер Брэдшоу назвал фильм сентиментальной романтической комедией без шуток.